# هينريش فوجر
هينريش فريدريش فوجر (بالألمانية: Heinrich Friedrich Füger)‏ (8 ديسمبر 1751، في هايلبرون - 5 نوفمبر 1818، في فيينا ) مصور كلاسيكي ألماني ورسام تاريخي.

## سيرته
كان فوجر تلميذا لنيكولاس جيبال في شتوتغارت وآدم فريدريش أويزر في لايبزيغ. سافر وقضى بعض الوقت في روما ونابولي، حيث رسم اللوحات الجدارية في قصر كاسيرتا، وعند عودته إلى فيينا عُين رسامًا وأستاذًا ونائبًا لمدير أكاديمية الفنون الجميلة في فيينا، وفي عام 1806 أصبح مدير المتحف الإمبراطوري في فيينا. كان فوجر أيضًا معلمًا، وكان من بين تلاميذه جوستاف فيليب زوينجر وفرانزيزيك كساويري لامبي.

## لوحات مختارة

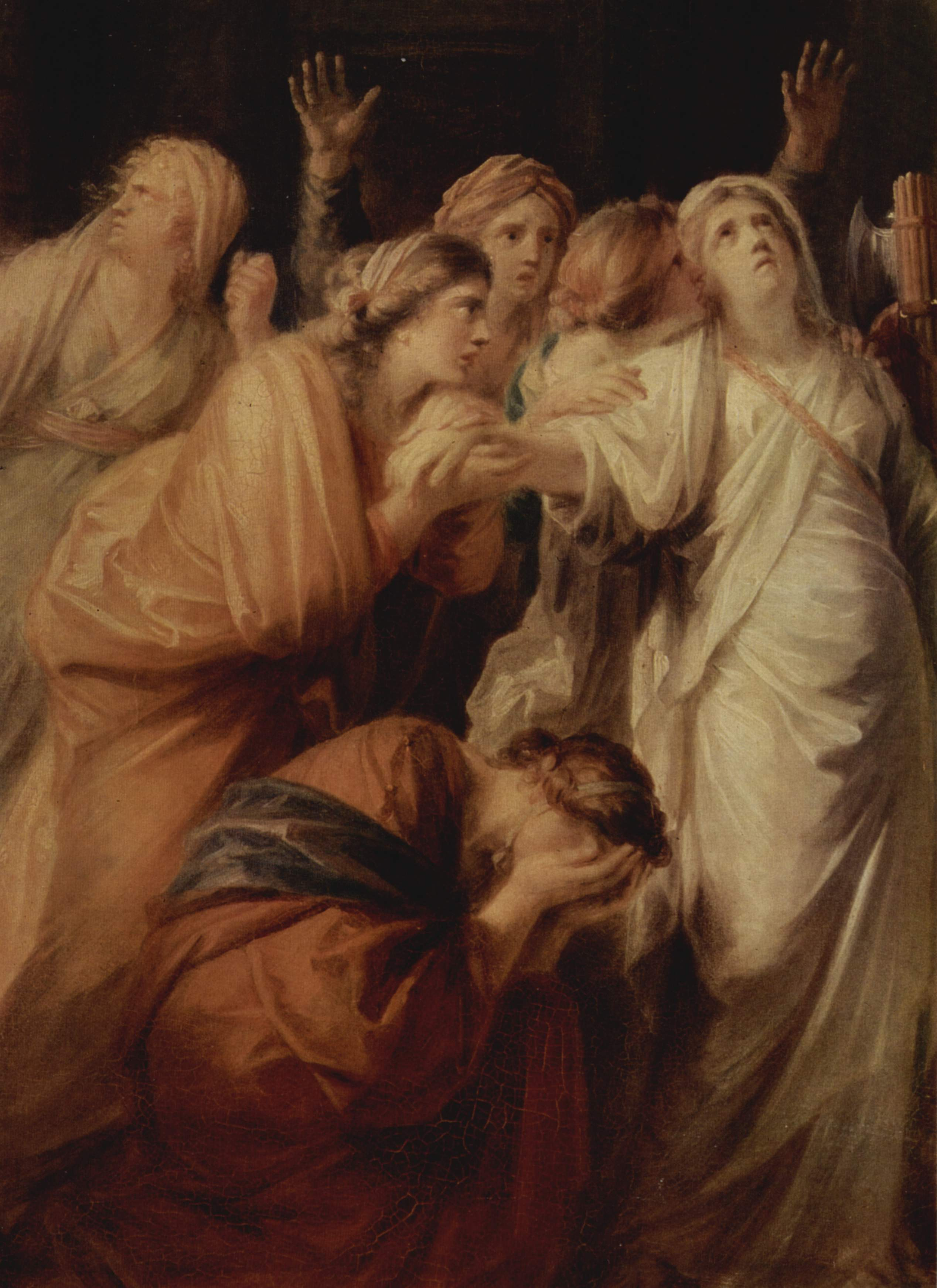
إعدام عذراء فستال
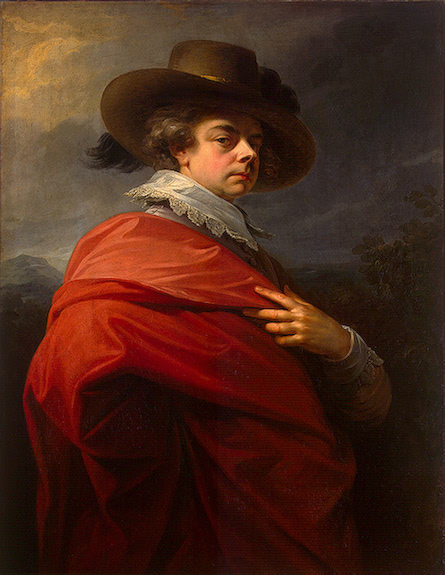
صورة للأمير نيكولاي يوسوبوف
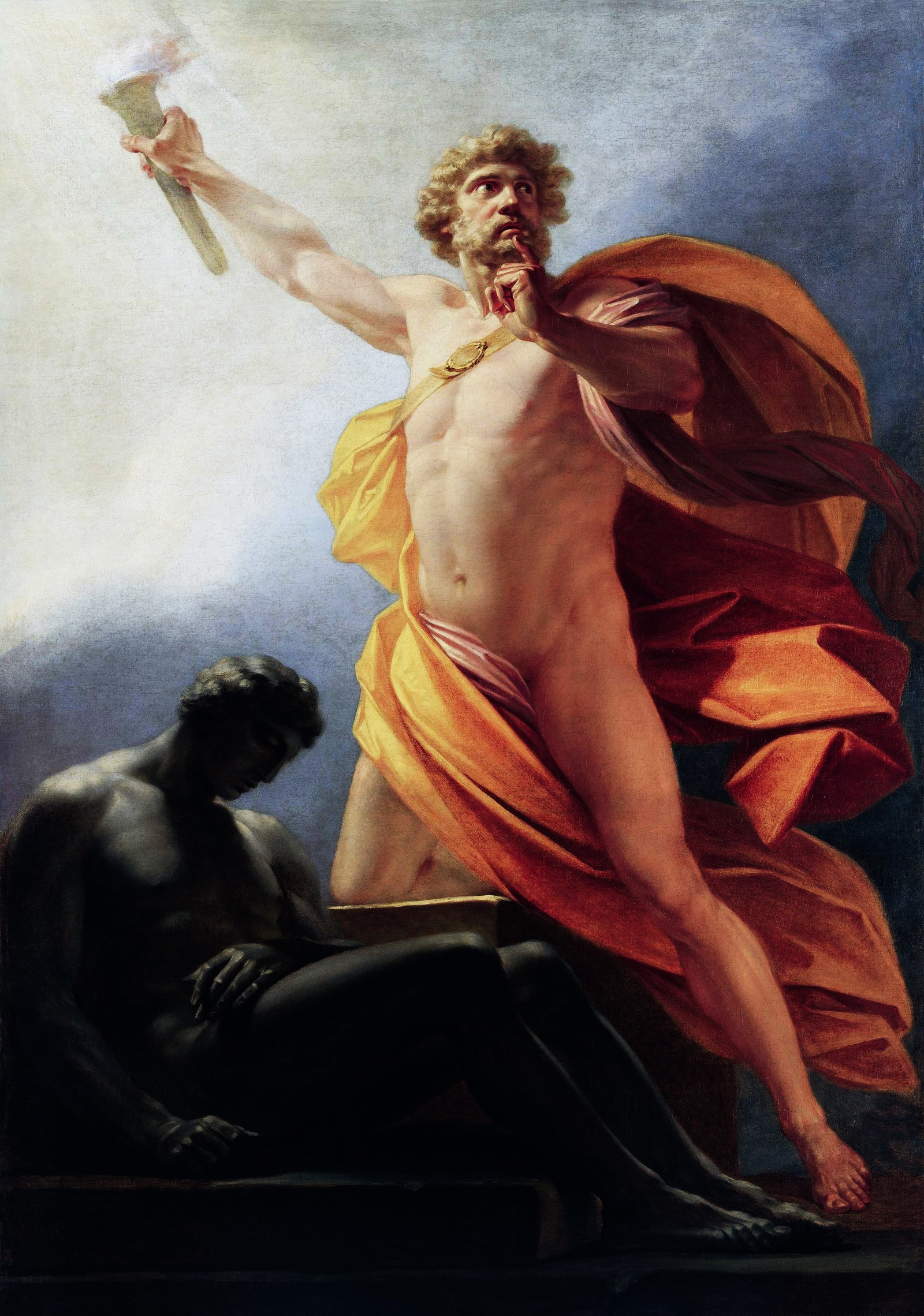
بروميثيوس يجلب النار للبشرية
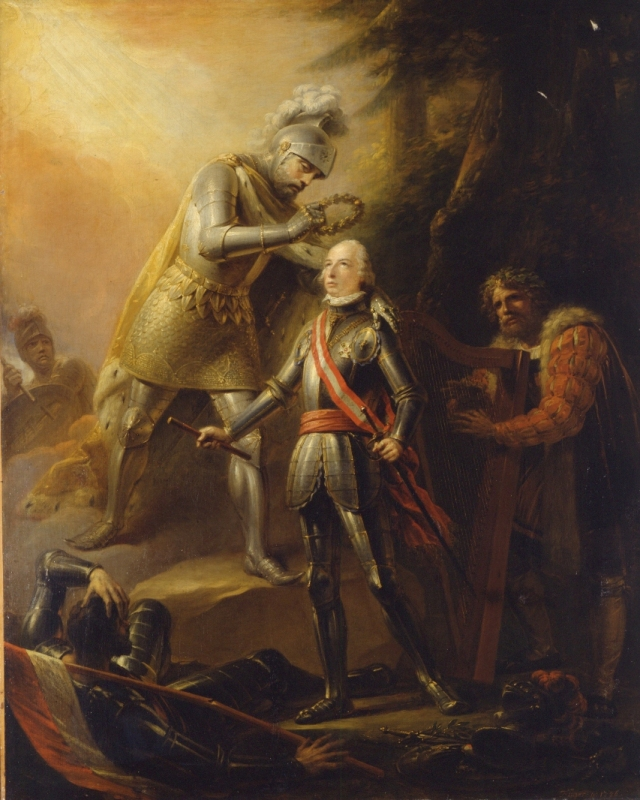
تأليه الأرشيدوق كارل، دوق تيشين
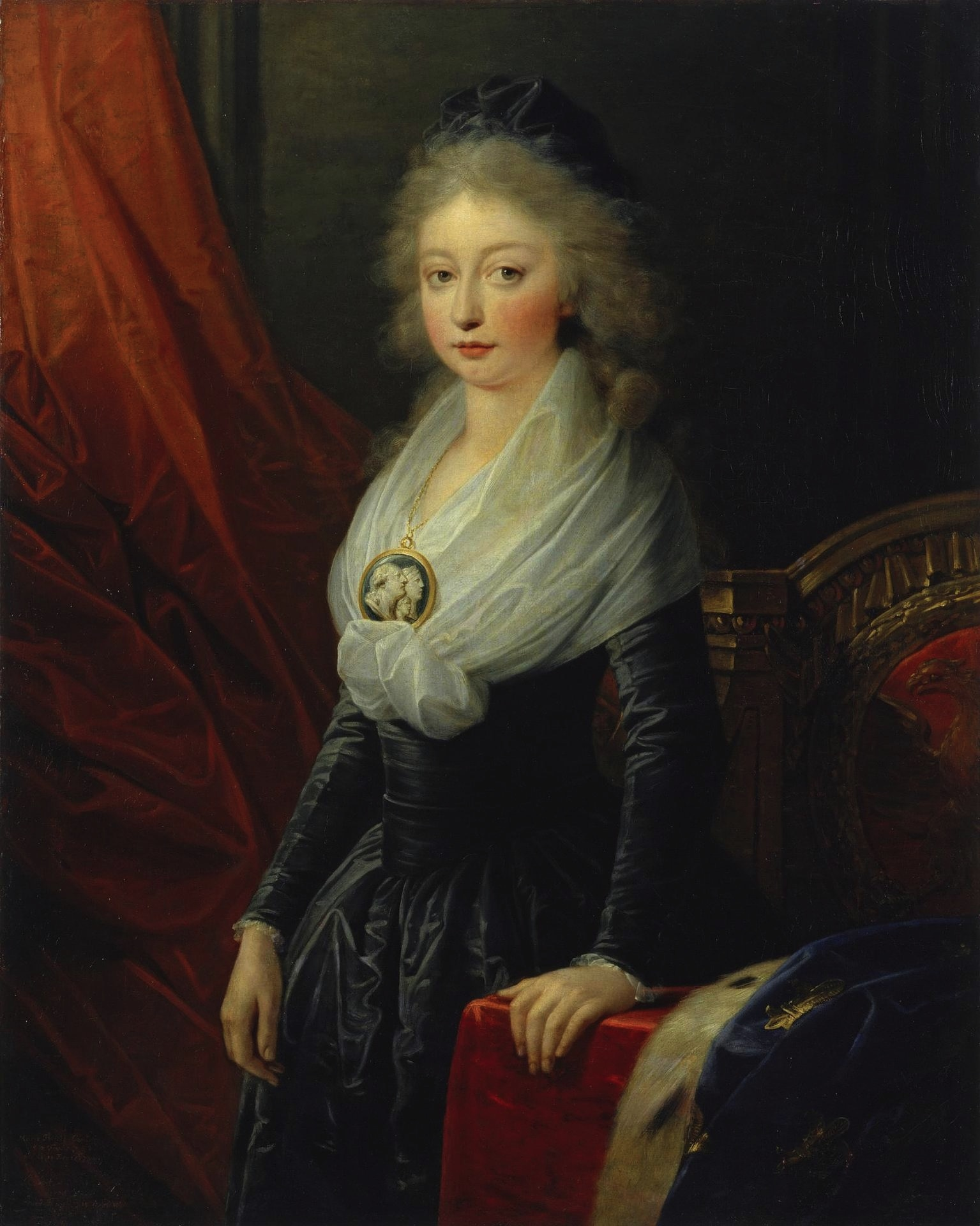
صورة ماري تيريز أميرة فرنسا